# Nederlands kiescollege

Nederlands kiescollege

Het Nederlands kiescollege of Nederlandstalig kiescollege is een Belgische kiesomschrijving voor de Europese parlementsverkiezingen, naast het Frans kiescollege en het Duitstalig kiescollege. 
Het kiescollege wordt gedefinieerd door het Belgisch Kieswetboek, een laatste maal ingevolge het Vlinderakkoord aangepast met de wet van 19 juli 2012. De verkiezingscoördinatie van het Nederlands kiescollege gebeurt in Mechelen.
Het Nederlands kiescollege is samengesteld uit:
- alle stemgerechtigde inwoners van de gemeenten van het Vlaams Gewest, met uitzondering van de gemeente Voeren, aangeduid als de Vlaamse kieskring.
- de stemgerechtigde inwoners van Voeren die willen stemmen voor het Nederlands kiescollege en zo ook deel uitmaken van de Vlaamse kieskring.
- de stemgerechtigde inwoners van de kieskring Brussel-Hoofdstad en het kieskanton Sint-Genesius-Rode die willen stemmen voor het Nederlands kiescollege.
- de stemgerechtigde inwoners van Komen-Waasten die in Heuvelland willen stemmen voor het Nederlands kiescollege.
- de in het buitenland verblijvende Belgische kiezer die wil stemmen voor het Nederlands kiescollege.

## Europese Parlementsverkiezingen (1979–heden)

### 1979
| Partij | Partij  | Stemmen   | %     | Verandering | Zetels | Zetels |
| ------ | ------- | --------- | ----- | ----------- | ------ | ------ |
|        | CVP-EVP | 1.607.941 | 48,09 | N/A         | 7      |        |
|        | BSP     | 698.889   | 20,90 | N/A         | 3      |        |
|        | PVV-ELD | 512.363   | 15,32 | N/A         | 2      |        |
|        | VU      | 324.540   | 9,71  | N/A         | 1      |        |
|        | Agalev  | 77.986    | 2,33  | N/A         | 0      |        |
|        | KPB     | 39.773    | 1,19  | N/A         | 0      |        |
|        | AMADA   | 36.602    | 1,09  | N/A         | 0      |        |
|        | VVP     | 34.706    | 1,04  | N/A         | 0      |        |
|        | RAL     | 10.702    | 0,32  | N/A         | 0      |        |
| Totaal | Totaal  | 3.343.502 |       |             | 12     |        |

### 1984
| Partij | Partij  | Stemmen   | %     | Verandering | Zetels | Zetels |
| ------ | ------- | --------- | ----- | ----------- | ------ | ------ |
|        | CVP-EVP | 1.132.682 | 32,53 | –15,56      | 4      |        |
|        | SP      | 979.702   | 28,13 | +7,23       | 4      |        |
|        | PVV-ELD | 494.277   | 14,19 | –1,13       | 2      |        |
|        | VU-EVA  | 484.494   | 13,91 | +4,20       | 2      |        |
|        | Agalev  | 246.712   | 7,08  | +4,75       | 1      |        |
|        | VB      | 73.174    | 2,10  | N/A         | 0      |        |
|        | PVDA    | 30.555    | 0,88  | N/A         | 0      |        |
|        | KPB     | 25.774    | 0,74  | –0,45       | 0      |        |
|        | SAP-RAL | 14.910    | 0,43  | +0,11       | 0      |        |
| Totaal | Totaal  | 3.482.280 |       |             | 13     |        |

### 1989
| Partij | Partij    | Stemmen   | %     | Verandering | Zetels | Zetels |
| ------ | --------- | --------- | ----- | ----------- | ------ | ------ |
|        | CVP       | 1.247.075 | 34,08 | +1,55       | 5      |        |
|        | SP        | 733.242   | 20,04 | –8,09       | 3      |        |
|        | PVV       | 625.561   | 17,10 | +2,91       | 2      |        |
|        | Agalev-GR | 446.539   | 12,20 | +5,12       | 1      |        |
|        | VU-EVA    | 318.153   | 8,70  | –5,21       | 1      |        |
|        | VB        | 241.117   | 6,59  | +4,49       | 1      |        |
|        | REGEBO    | 26.472    | 0,72  | N/A         | 0      |        |
|        | PVDA      | 20.747    | 0,57  | –0,31       | 0      |        |
| Totaal | Totaal    | 3.658.906 |       |             | 13     |        |

### 1994
| Partij | Partij | Stemmen   | %     | Verandering | Zetels | Zetels |
| ------ | ------ | --------- | ----- | ----------- | ------ | ------ |
|        | CVP    | 1.013.266 | 27,43 | –6,65       | 4      |        |
|        | VLD    | 678.421   | 18,36 | +1,26       | 3      |        |
|        | SP     | 651.371   | 17,63 | –2,41       | 3      |        |
|        | VB     | 463.919   | 12,56 | +5,97       | 2      |        |
|        | Agalev | 396.198   | 10,73 | –1,47       | 1      |        |
|        | VU     | 262.043   | 7,09  | –1,61       | 1      |        |
|        | WOW    | 127.504   | 3,45  | N/A         | 0      |        |
|        | PVDA   | 41.816    | 1,13  | +0,56       | 0      |        |
|        | BEB    | 24.132    | 0,65  | N/A         | 0      |        |
|        | NWP    | 19.930    | 0,54  | N/A         | 0      |        |
|        | RGB    | 15.549    | 0,42  | N/A         | 0      |        |
| Totaal | Totaal | 3.694.149 |       |             | 14     |        |

### 1999
| Partij | Partij  | Stemmen   | %     | Verandering | Zetels | Zetels |
| ------ | ------- | --------- | ----- | ----------- | ------ | ------ |
|        | VLD     | 847.099   | 21,88 | +3,51       | 3      |        |
|        | CVP     | 839.720   | 21,68 | –5,74       | 3      |        |
|        | VB      | 584.392   | 15,09 | +2,53       | 2      |        |
|        | SP      | 584.392   | 14,21 | –3,42       | 2      |        |
|        | VU-ID   | 471238    | 12,17 | +5,08       | 2      |        |
|        | Agalev  | 464.042   | 11,98 | +1,25       | 2      |        |
|        | Vivant  | 67.107    | 1,73  | N/A         | 0      |        |
|        | PVDA-AE | 21.966    | 0,57  | –0,56       | 0      |        |
|        | PNPB    | 17.095    | 0,44  | N/A         | 0      |        |
|        | SoLiDe  | 9.528     | 0,25  | N/A         | 0      |        |
| Totaal | Totaal  | 3.872.424 |       |             | 14     |        |

### 2004
| Partij | Partij      | Stemmen   | %     | Verandering | Zetels | Zetels |
| ------ | ----------- | --------- | ----- | ----------- | ------ | ------ |
|        | CD&V/N-VA   | 1.131.119 | 28,15 | N/A         | 4      |        |
|        | VB          | 930.731   | 23,16 | +8,07       | 3      |        |
|        | VLD-Vivant  | 880.279   | 21,91 | N/A         | 3      |        |
|        | sp.a-spirit | 716.317   | 17,83 | N/A         | 3      |        |
|        | Groen!      | 320.874   | 7,99  | –3,99       | 1      |        |
|        | PVDA+       | 24.807    | 0,62  | +0,05       | 0      |        |
|        | LSP         | 14.166    | 0,35  | N/A         | 0      |        |
| Totaal | Totaal      | 4.018.293 |       |             | 14     |        |

### 2009
| Partij | Partij   | Stemmen   | %     | Verandering | Zetels | Zetels |
| ------ | -------- | --------- | ----- | ----------- | ------ | ------ |
|        | CD&V     | 948.123   | 23,26 | N/A         | 3      |        |
|        | Open Vld | 837.884   | 20,56 | N/A         | 3      |        |
|        | VB       | 647.170   | 15,88 | N/A         | 2      |        |
|        | sp.a     | 539.393   | 13,23 | N/A         | 2      |        |
|        | N-VA     | 402.545   | 9,88  | N/A         | 1      |        |
|        | Groen!   | 322.149   | 7,90  | –0,09       | 1      |        |
|        | LDD      | 296.699   | 7,28  | N/A         | 1      |        |
|        | PVDA+    | 40.057    | 0,98  | +0,36       | 0      |        |
|        | SLP      | 26.541    | 0,65  | N/A         | 0      |        |
|        | LSP      | 8.985     | 0,22  | –0,13       | 0      |        |
|        | CAP      | 6.398     | 0,16  | N/A         | 0      |        |
| Totaal | Totaal   | 4.075.944 |       |             | 13     |        |

### 2014
| Partij | Partij   | Stemmen   | %     | Verandering | Zetels | Zetels |
| ------ | -------- | --------- | ----- | ----------- | ------ | ------ |
|        | N-VA     | 1.123.355 | 26,67 | +16,79      | 4      |        |
|        | Open Vld | 859.099   | 20,40 | –0,16       | 3      |        |
|        | CD&V     | 840.783   | 19,96 | –3,30       | 2      |        |
|        | sp.a     | 555.348   | 13,18 | –0,05       | 1      |        |
|        | Groen!   | 447.391   | 10,62 | +2,72       | 1      |        |
|        | VB       | 284.856   | 6,76  | –9,11       | 1      |        |
|        | PVDA+    | 101.237   | 2,40  | +1,42       | 0      |        |
| Totaal | Totaal   | 4.212.069 |       |             | 12     |        |

### 2019
| Partij | Partij   | Stemmen   | %     | Verandering | Zetels | Zetels |
| ------ | -------- | --------- | ----- | ----------- | ------ | ------ |
|        | N-VA     | 954.048   | 22,44 | –4,23       | 3      |        |
|        | VB       | 811.169   | 19,08 | +12,32      | 3      |        |
|        | Open Vld | 678.051   | 15,95 | –4,45       | 2      |        |
|        | CD&V     | 617.651   | 14,53 | –5,43       | 2      |        |
|        | Groen    | 525.908   | 12,37 | +1,75       | 1      |        |
|        | sp.a     | 434.002   | 10,21 | –2,98       | 1      |        |
|        | PVDA     | 210.391   | 4,95  | +2,55       | 0      |        |
|        | Volt     | 20.385    | 0,48  | N/A         | 0      |        |
| Totaal | Totaal   | 4.251.605 |       |             | 12     |        |

### 2024
| Partij | Partij      | Stemmen   | %     | Verandering | Zetels | Zetels |
| ------ | ----------- | --------- | ----- | ----------- | ------ | ------ |
|        | VB          | 1.034.112 | 22,94 | +3,86       | 3      |        |
|        | N-VA        | 995.868   | 22,09 | –0,35       | 3      |        |
|        | CD&V        | 594.968   | 13,20 | –1,33       | 2      |        |
|        | Vooruit     | 570.067   | 12,64 | +2,44       | 2      |        |
|        | Groen       | 450.781   | 10,00 | –2,37       | 1      |        |
|        | Open Vld    | 410.473   | 9,11  | –6,84       | 1      |        |
|        | PVDA        | 366.285   | 8,12  | +3,18       | 1      |        |
|        | Voor U      | 47.243    | 1,05  | N/A         | 0      |        |
|        | Volt Europa | 38.713    | 0,86  | +0,38       | 0      |        |
| Totaal | Totaal      | 4.508.780 |       |             | 13     |        |

## Rechtstreekse verkiezing Senaat (1995–2014)
Van 1995 tot het Vlinderakkoord in 2011 werd het Nederlands kiescollege ook gebruikt voor de verkiezing van 25 rechtstreeks verkozen senatoren. Sinds 2014 kent de Senaat geen rechtstreekse verkiezing meer.